# جوي تريبياني

جوي وتشاندلر على كرسيهما المدادين

جوزيف فرانسيس تريبياني جونيور (بالإنجليزية: Joseph Francis Tribbiani Jr.)‏ (ولد في عام 1968/1969)، هو شخصية خيالية من الشخصيات الرئيسية في مسلسل السيت كوم (كوميديا الموقف) أصدقاء الذي بُث على تلفزيون هيئة الإذاعة الوطنية (إن بي سي)، وله مسلسل فرعي باسم جوي، وأدى الشخصية الممثل مات لوبلان. هو ممثل مكافح إيطالي أمريكي يعيش في مدينة نيويورك مع رفيقه في السكن وأعز أصدقائه، تشاندلر بينغ (ماثيو بيري)، ويتسكع مع مجموعة ضيقة ومتماسكة من أفضل أصدقائه: تشاندلر، وروس غيلر (ديفيد شويمر)، ومونيكا غيلر (كورتني كوكس)، وريتشل غرين (جينيفر أنيستون)، وفيبي بوفيه (ليزا كودرو). تشارك السكن مع عدة رفاق آخرين بعد أن انتقل تشاندلر للعيش مع مونيكا.
من المفترض أن جوي قد وُلد في عام 1968، إذ إنه يتحدث عن بلوغه 13 في عام 1981. ينحدر من عائلة إيطالية أميركية من الطبقة العاملة لها ثمانية أطفال، وهو الذكر الوحيد بينهم. يعمل والده جوزيف تريبياني سينيور (روبرت كوستانزو) سمكريًا، واسم والدته غلوريا (بريندا فاكارو). لجوي سبع أخوات: ميري تيريز (ميمي ليبر في مسلسل أصدقاء) المعروفة بميري تيريزا (كريستينا ريتشي في مسلسل جوي)، وميري أنجيلا (هولي غانيه)، ودينا (ليزا ميليلي في الحلقة حيث لا يستطيع تشاندلر تذكر أي أخت، ومارلا سوكولوف في حلقة مع حذاء مونيكا)، وجينا (كيه جيه شتاينبرغ في مسلسل أصدقاء، ودريا دي ماتيو في مسلسل جوي)، وتينا (ليزا ماريس)، وفيرونيكا (دينا ميتشيلي)، وكوكي (أليكس مينيسيس). وُلد جوي في كوينز، نيويورك وهو مسيحي كاثوليكي. عندما كان طفلًا، كان عرضة للحوادث أشدّ ما يكون. في «حلقة خليلة روس الجديدة»، يلمّح إلى أنه كان يتعرض لاستغلال جنسي على يد خياطه لكنه لم يُدرك ذلك إلى أن زار تشاندلر الخياط نفسه.
يُصوَر جوي على أنه مُنحل أخلاقيًا وأحمق لكنه طيب المعشر، ومُخلص جدًا، وحنون، وحامٍ لأصدقائه. لم يكن كُتاب مسلسل أصدقاء يقصدون أن تكون شخصيته غبية، لكن مات لوبلان لعب دور "غبي" بشكل جيد لدرجة أنه أصبح جزءًا من الشخصية. هو زير نساء مُحب للطعام كان له نصيب من المواعيد الغرامية يفوق أعضاء المجموعة كلهم. على النقيض من شخصية «محبوب النساء» خاصته، له جانب طفولي بارز أيضًا. يستمتع بلعب ألعاب الفيديو وطاولة كرة القدم، ويعشق السندويتشات والبيتزا، وهو من كبار معجبي مسلسل بيواتش وبيفيز وبوت-هيد. باعتباره ممثلًا مكافحًا، يبحث عن عمل بشكل دائم. رُسّم قسيسًا في «حلقة الحقيقة فيما يخص لندن» وترأس مراسم زفاف كل من مونيكا وتشاندلر وفيبي ومايك. لا يحب مشاركة طعامه، خاصةً عندما تكون بيتزا، ويواجه صعوبة في الرياضيات البسيطة. في الرياضة، يُشجع جوي لوس أنجلوس دودجرز ونيويورك يانكيس في كرة القاعدة، ولوس أنجلوس كليبرز ونيويورك نيكس في كرة السلة، ونيويورك جاينتس ونيويورك جتس في كرة القدم الأمريكية، وديترويت رد وينجز ونيويورك رينجرز في دوري الهوكي الوطني.

## المظهر

جوي في دور الدكتور دريك راموراي

جوي عضو في نقابة ممثلي الشاشة، بعد أن رفض السير على خطى والده ليصبح سمكريًا. بدأ مسيرته في مهنة التمثيل بالأعمال المسرحية، وقد أُدخل ذلك في الحلقة التجريبية للمسلسل بمشاهدة مونيكا وتشاندلر له يمثل في إنتاج لمسرحية بينوكيو. في وقت ما سابق لبداية المسلسل، ظهر جوي أيضًا في فيلم إباحي، بدور كومبارس مرتديًا كامل ملابسه. ذكر جوي أيضًا ظهوره في مسرحية تحتوي على مخلوقات الترول قبل أن يحصل على دور سيغموند فرويد في المسرحية الموسيقية فرويد!، حيث اكتشفته وكيلة موهبته إيستيل ليونارد للمرة الأولى. حصَلتْ له مباشرةً على دور في فيلم في الحلقة نفسها يلعب فيه «بديل مؤخرة» آل باتشينو – وهو دور دون حوار فقده لاحقًا لأخذه الأمر بجدية زائدة. بحلول ذلك الوقت، قال، لم يكن يفعل "أي شيء سوي مسرحيات سيئة لمدة ست سنوات". ناقش تشاندلر ومونيكا رؤيتهما لجوي في نسخة من مسرحية مكبث، حيث لم يستطع جوي نُطق معظم الكلمات.
يصبح جوي «ممثلًا/عارضًا» عندما يظهر على إعلانات مطبوعة لعيادة نيويورك المجانية، بصفة رجلًا يُدعى «ماريو» يعاني من مرض منقول جنسيًا. يظهر أيضًا في فقرة إعلانية توعوية لأداة تساعد على صب الحليب من كرتونات الحليب؛ حيث يلعب دور «كيفن»، وهو رجل يعاني من صعوبة بالغة في فتح الكرتونات دون استخدام الأداة. (يختنق «كيفن» سهوًا أيضًا بكعكة صغيرة أثناء العرض). يطارده ذلك مرة أخرى عندما يظهر في مسرحية «الملك»، إذ يُسخر منه لاختناقه بالكعكة.
في الموسم الثاني، واصل جوي عمله المسرحي، حيث ظهر بشخصية "الملك" في مسرحية لم تتم مراجعتها بشكل جيد (ولم يتم تسميتها مطلقًا). زعمت المراجعات المنشورة لأدائه أنه كان "غير ماهر بشكل مزعج" وأنه حقق "مستويات جديدة رائعة من الامتصاص" في "مسرحية متواضعة" مع "توجيه مراهق طائش". بعد أيام فقط من نشر هذه المراجعات، يحصل جوي علي فرصة كبيرة عندما يحصل علي أول دور رئيسي له كالدكتور دريك راموراي في المسلسل التلفزيوني أيام حياتنا، وهو مسلسل تلفزيوني واقعي خارج سياق مسلسل أصدقاء، والذي ظهر فيه والد جينيفر أنيستون جون. في الكون، ذهب جوي في البداية ليقرأ دور لقطة واحدة كسائق سيارة أجرة؛ هذا يعني ضمنيًا أنه حصل علي الدور المتكرر لراموراي من خلال النوم مع مديرة توزيع الأدوار. بينما كان لا يزال يلعب دور راموراي، ظهر أيضًا في دور صغير كرجل ميت في فيلم اندلاع 2: الفيروس يأخذ مانهاتن، بطولة جان كلود فان دام. (كانت شخصيته في الأصل تحتضر في المشهد فقط ولكن بسبب مبالغة جوي في تمثيله، تم تغيير المشهد إلي أنه ميت بالفعل.)
بعد عدة حلقات، يكلف جوي نفسه بعمل دوره في حفل مسلسل أيام حياتنا عندما يبالغ في تقدير نفسه بشكل جذري ويدعي أنه يكتب معظم سطوره الخاصة، أثناء مقابلة مع ملخص مسلسلات السوب أوبرا. هذا يغضب كُتاب المسلسل، والذين "يقتلون" شخصيته، بدافع الكراهية، من خلال سقوط الدكتور راموراي في المصعد. يأخذ جوي هذا الأمر بصعوبة بالغة ويعترف بأن دوره في أيام حياتنا كان أفضل شيء حدث له علي الإطلاق.
يعود إلي التمثيل المسرحي في الموسم الثالث وظهر في مسرحية تسمي يوم الملاكمة أمام حبيبته كيت ميلر. يبدو أن المسرحية تبدأ كدراما تقليدية ولكنها تنتهي بأخذ شخصية جوي "فيكتور" من شقته بواسطة الكائنات الفضائية. في الموسم الرابع، يحصل علي دور سينمائي صغير من مشهد واحد كشرطي، حيث لعب مشهده أمام شارلتون هيستون.
واجه جوي بعض الحظ السيئ فيما يتعلق بمسيرته التمثيلية. في الموسم الخامس، ينضم لطاقم تمثيل الفيلم المستقل سرعة المغلاق، لكن يتم إيقافه قبل بدء التصوير في لاس فيغاس. تم طرده أيضًا من إعلان تجاري لسلسلة مطاعم برجر كنغ. قام بتصوير دور في حلقة بمسلسل قانون ونظام الذي تم قطعه من الحلقة الكاملة—"شوهد" جوي فقط كجثة في كيس الجثث.
في الموسمين السادس والسابع، يحصل علي دور البطولة في دور المحقق "ماك" مكيافيلي في مسلسل بوليسي قصير الأمد وسيئ جدًا يُدعي ماك وتشيز، والذي وصفه تشاندلر بأنه "أحد أسوأ الأشياء علي الإطلاق... وليس فقط علي شاشة التلفزيون." كان لدي جوي آمال كبيرة في المسلسل، لكن تم إلغاء ماك وتشيز في منتصف موسمه الأول.
في الموسم السابع، يقوم جوي باختبار أداء لدور الدكتور سترايكر راموراي، وهو شخصية جديدة في مسلسل أيام حياتنا وشقيق الدكتور دريك راموراي، لكنه لم يحصل علي هذا الدور. في النهاية، ينقلب حظ جوي عندما يستعيد دوره دكتور دريك راموراي، بل وتم ترشيحه لجائزة أفضل شخصية عائدة، في البداية كشخصية في غيبوبة، ثم تم إحياؤها من خلال عملية زرع دماغ بشخصية أخري، جيسيكا لوكهارت (لعبت دورها سوزان سارندون).
في الموسم السابع، يحل محل لوكهارت لاحقًا في دور الدكتور دريك "جيسيكا" راموراي. لاحقًا، في المسلسل الفرعي جوي، يتضح أنه يفقد دوره كدكتور دريك راموراي وعليه البحث مرة أخري عن وظيفة جديدة.
في وقت لاحق من الموسم السابع، يحصل جوي علي دور مساعد بدور "توني"، جندي، في فيلم كبير أمام ممثل رُشح لجائزة الأوسكار يُدعي ريتشارد كروسبي (غاري أولدمان). الفيلم عبارة عن فيلم حقبة عن الحرب العالمية الأولى بعنوان هناك. لاحقًا يرافق تشاندلر جوي إلي العرض الأول للفيلم.
عمل جوي أيضًا لفترة وجيزة في سنترال بيرك كنادل. في مواجهة فترة من الجفاف في حياته المهنية كممثل، أُقنع جوي عن طريق غانثر، المدير، بالحصول علي وظيفة في تقديم القهوة. في البداية، يحاول جوي إخفاء وظيفته الجديدة عن أصدقائه، لكنهم يكتشفوا الأمر في النهاية. كان لا يحب العمل ولكنه، وفقًا لطبيعته، سرعان ما يجد طريقة لاستخدام وظيفته للقاء النساء الجذابات وإرضاءهن من خلال منحهن طعامًا مجانيًا، علي الرغم من أن غانثر سرعان ما يضع حدًا لذلك. لم يأخذ جوي وظيفته علي محمل الجد ويقضي الكثير من ساعات عمله في الجلوس والتحدث مع أصدقائه. في النهاية، تم فصله لأنه أغلق المقهي في منتصف النهار للذهاب إلي اختبار أداء بينما كان غانثر يدير مهمة شخصية. تقنع رايتشل لاحقًا غانثر بإعادة جوي لوظيفته، لكن بمجرد أن يجد جوي المزيد من وظائف التمثيل الثابتة، يتوقف في النهاية فقط عن المجئ. بالكاد لُوحظ غيابه. في حلقة لاحقة، يدرك جوي أنه نسي إخبار غانثر باستقالته؛ يرد غانثر بأنه كان سيطرده في النهاية علي أي حال.
جوي أيضًا متبرعًا بالحيوانات المنوية لفترة وجيزة لتجربة طبية؛ في النهاية، ستدفع المستشفى لأي متبرع 700 دولار. تم ذكر ذلك لاحقًا عندما تذهب مونيكا إلي بنك الحيوانات المنوية. يشعر جوي بالفزع من أن حيواناته المنوية لا تحظي بشعبية كبيرة.
تضمنت بعض وظائف جوي الأخري بيع أشجار عيد الميلاد، وارتداء ملابس سانتا كلوز وملابس قزم عيد الميلاد، والعمل كمرشد سياحي في متحف التاريخ الطبيعي حيث عمل روس، وتقديم عينات العطور للعملاء في متجر متعدد الأقسام، وكمحارب روماني في قصر القياصرة في لاس فيغاس.
يعمل أيضًا في مطعم "أليساندرو" حيث تتولي مونيكا منصب رئيسة الطهاة، ويلقب نفسه بـ"التنين" أثناء عمله. توظفه مونيكا فقط حتي تتمكن من طرده لتخويف الموظفين الآخرين الذين لا يحترمونها، لكنه يقدم الكثير من النصائح ويتراجع عن الصفقة، فقط ليدرك مدي أهمية طرده بالنسبة لمونيكا. ثم يجهز نفسه ليتم طرده في اليوم التالي.
يقضي حلقة واحدة في العمل مع تشاندلر كمعالج بيانات للمبتدئين. يتعامل مع الوظيفة مثل دور تمثيلي آخر، حيث يكون "جوزيف الرجل المعالج" ويخلق قصة خلفية معقدة للشخصية. يبدأ تشاندلر في كره شخصية جوزيف عندما يبدأ في إحراج تشاندلر في العمل. يغادر جوي في النهاية بعد أن يتظاهر تشاندلر بأنه نام مع "زوجة جوي المزعومة".
قبل زفاف مونيكا وتشاندلر، عندما اعترف الاثنان أنهما كانا يواجهان صعوبة في العثور علي شخص ما لإتمام مراسم زفافهما، يتطوع جوي للقيام بهذا الدور، وبعد ذلك يتم ترسيم نفسه عبر الإنترنت ليؤهله لإتمام مراسم الزواج. من الواضح أنه يحتفظ بهذا الدور حتي الموسم العاشر عندما أتم مراسم زفاف فيبي.
تميز جوي بأنه زير نساء ذو تفكير بسيط ولكنه ذو طبيعة جيدة ويحب الطعام. يحب بشكل خاص شطائر كرات اللحم الصب. عندما سُئل عما إذا كان سيتخلي عن الجنس أو الطعام، واجه صعوبة في اتخاذ القرار واستمر في التفوه بالجنس أو الطعام، وفي النهاية يصرخ "أريد فتيات علي الخبز!". في "حلقة الذهاب في جولة"، يبدو أنه أنقذ روس من طلقة نارية مُفترضة، بينما في الحقيقة كان يحاول الحفاظ علي شطيرة كرات اللحم الخاصة به؛ لقد صُدف أن تكون بجوار روس. كما أنه يحب "وجبة جوي الخاصة" – قطعتين من البيتزا. كما ظهر جشعه فيما يتعلق بالطعام في "حلقة الأم البيولوجية" حيث يرفض الاتصال بسارة في اليوم التالي. عندما تسأل فيبي عن السبب، يشرح جوي كيف خالفت سارة وصيته الذهبية في موعدهما – عدم مشاركة الطعام. أقل ما يُقال، هو أن فيبي مصدومة، لكن رايتشيل تعترف لها كيف أن هذا هو جوي. ومع ذلك، فإن فيبي تجعل جوي يخرج مع سارة مرة أخري، مما يجعله يطلب المزيد من البطاطس المقلية إذا دعت الحاجة. يفعل جوي ذلك، لكن سارة تريد حقًا أن تهم في طبق المأكولات البحرية الخاص به، مما يجعله يُسقط طبقه علي الأرض خلال ذلك. يصرخ قائلاً: "جوي لا يشارك الطعام"، وهو ما يبدو أنها فهمته. ومع ذلك، تتغير مسار الأمور عندما يريد جوي أن يأكل تورتة الشوكولاتة الخاصة بها. نظرًا لأنه لن يشاركها طعامه، ترد عليه بالمثل وتحذره من لمس أي من حلوياتها أثناء تجولها لتلقي مكالمة. عندما تصل، كانت الحلوي الخاصة بها قد اختفت إلي حد كبير؛ يعترف جوي، مع كعكة الشوكولاتة علي وجهه، في سلام مع نفسه، بأنه "ليس حتي آسفًا!". في "حلقة ثوب الزفاف الرخيص،" يشير روس إلي أن جوي يأكل طعام الموعد دون إذنها بانتظام.
جوي شخص أحمق موهوب بشكل عام، لكنه قادر علي طرح أفكار جيدة عندما تستدعي الحالة؛ أُشير إلي هذا في "حلقة مواعدة روس لطالبة"، عندما يقول تشاندلر، إشارةً إلي جوي، "فتاة مثيرة علي المحك وفجأة يصبح رجل المطر" عندما اقترح جوي علي روس معرفة من أطلق عليه من بين طلابه اسم 'المثير من قسم علم الحفريات' من خلال مقارنة الكتابة اليدوية للملاحظة بالكتابة اليدوية في مقالات الفصل. وفي مثال آخر، قام جوي بتأليف حكاية يُشار إليها باسم "قصة أوروبا" أو "القصة السحرية"؛ علي ما يبدو، سيرغب أي شخص يسمعها علي الفور في ممارسة الجنس مع الراوي. ثبُت أن هذا فعال عندما تستخدم رايتشل القصة علي روس بنجاح.
كونه شرهًا عندما يتعلق الأمر بالطعام، ظهر جوي طوال المسلسل أنه يتمتع بقدرة خارقة علي تناول كميات هائلة من الطعام. نظرًا لأنه يفتخر بعائلة تريبياني لبراعتهم في تناول الطعام ("قد لا نكون [...] قادة العالم، ولكن اللعنة، يمكننا أن نأكل!")، فإنه يقبل تحدي مونيكا لتناول ديك رومي مشوي بالكامل كله بنفسه بالفعل. في الموسم الثامن، الحلقة 9، لم ترغب مونيكا في طهي ديك رومي مشوي بالكامل لعشاء عيد الشكر لأن رايتشل حامل، ويرفض تشاندلر تناول طعام عيد الشكر بسبب صدمات طفولته، وفيبي نباتية، وكان ضيف العشاء ويل (لعب دوره براد بيت) علي نظام غذائي. ومع ذلك، يقنع حب جوي لتقاليد عيد الشكر مونيكا بشوي الديك الرومي فقط بشرط أن يتمكن جوي من أكل الطائر ذو ال19 رطلاً بالكامل في جلسة واحدة. عندما تراه مونيكا يعاني، تقول إنها تمزح فقط، لكن جوي يثابر وبقليل من المساعدة من السروال الخاص بفيبي للحمل، فهو في النهاية لم يأكل الديك الرومي بأكمله فحسب، بل كان لديه مساحة للحلوى بعد ذلك. تحدث مجازفة في الطعام مماثلة في الموسم التاسع، الحلقة 5 عندما تُرك جوي بمفرده علي مائدة العشاء في أحد المطاعم بعد فشل حفل عشاء عيد ميلاد فيبي، وأُجبِر علي تناول ست وجبات بمفرده. ينهيهم، فقط ليضعهم في كعكة عيد الميلاد بعد ذلك.
جوي شخص منحل للغاية، وغالبًا ما يعتمد علي العبارة الشهيرة "كيف حالِك؟". ينام بانتظام مع نساء جذابات، ولكن لا يبدو أنه يستطيع الدخول في علاقة جدية – بناءً علي محادثة أجراها مع تشاندلر في حفلة توديع العزوبية للأخير، يبدو أنه يعتبر الزواج أمرًا مُحبِطًا ومُقيدًا. ينام مع العديد من المتدربين والإضافيين في الأعمال التي عمل فيها. يبدو أنه كان نشطًا جنسيًا لفترة طويلة جدًا؛ قام بفك حمالة صدر فتاة تبلغ من العمر 16 عامًا عندما كان في التاسعة من عمره، ونام مع معلمته في الصف السابع، وحصل علي "عطلة ربيع جامحة" عندما كان في الثالثة عشرة من عمره. في "حلقة مقابلة جوي"، ينام مع المحاورة (لعبت دورها ساشا ألكسندر) لذا لم يُنشر ما قاله عن عدم مشاهدة المسلسلات التليفزيونية الطويلة في مجلة ملخص مسلسلات السوب أوبرا.
بالرغم من طبيعته الفاسقة تجاه العديد من النساء خلال المسلسل، إلا أنه شخص شديد الحماية وتقليدي محافظ عندما يتعلق الأمر بعلاقات أخواته. بينما لا يبدو أنه يواجه مشكلة في نمط حياته، إلا أنه يتأكد مرارًا وتكرارًا من أن أخواته لا تسرن في الطريق نفسه. عندما يكتشف في الموسم الثالث، الحلقة 11 أن تشاندلر مارس الجنس مع أخته ماري أنجيلا وهو في حالة سكر، يحاول إجبار الاثنين علي الدخول في علاقة. في وقت لاحق، في الموسم الثامن، الحلقة 10، يحاول جوي في البداية إجبار أخته الصغري دينا علي الزواج من صديقها التعيس عند سماعه خبر أنها حامل، لكنهم يلعبوا علي طبيعته العاطفية بالقول إنهم يريدون تربية الطفل بشكل مستقل.
علي الرغم من أنه ليس مشرقًا جدًا، إلا أن جوي شخص راعي وطيب القلب. يجعل رايتشل تعيش معه عندما تتشاجر مع روس، ويدعم مونيكا وتشاندلر ماليًا، ويساعد فيبي في العثور علي عمل عندما تصبح عاطلة عن العمل. وكان علي استعداد للزواج من فيبي ورايتشل في أحداث منفصلة اكتشف فيها أن كل منهما حامل. جوي أيضًا أقوي من في المجموعة من الناحية البدنية، حيث يمكن أن يدفع روس بسهولة علي الأريكة بيد واحدة فقط، وعرض الذهاب إلي مقهي لتخويف اثنين من المتنمرين لترك روس وتشاندلر وحدهما.
هو من عشاق ستيفن كينغ، بعد أن قرأ رواية البريق عدة مرات، بالإضافة إلي أنه من المعجبين بالفيلم المُقتبس من إحدي روايات كينغ، كوغو. كما أنه يصبح معجبًا بالرواية الكلاسيكية، نساء صغيرات بعد أن تطلب منه رايتشل قراءتها لمعرفة ما إذا كانت أفضل من رواية البريق. يذكر جوي لفترة وجيزة للمجموعة أن آل باتشينو هو مثله الأعلي. لدي جوي الملصق لفيلم آل باتشينو الوجه ذو الندبة (1983) في غرفة نومه وشوهد نفس الملصق في منزله في مسلسل جوي. جوي، وروس، وتشاندلر من المعجبين الكبار لفيلم موت قاسي.
انتقل من شقته أربع مرات في المسلسل. في المرة الأولي، انتقل إلي شقته الفخمة بعيدًا عن تشاندلر (الذي انتقل إدي الذهاني للعيش معه) بعد أن حصل علي دور الدكتور دريك راموراي في مسلسل أيام حياتنا، رغم أنه عاد بعد ذلك بوقت قصير بسبب خسارته للدور. الأوقات الأخري هي عندما ينتقل هو وتشاندلر إلي ما هو عادةً شقة مونيكا، بعد أن فازا بها منها في لعبة في "حلقة الأجنّة". أُجبروا لاحقًا علي العودة إلي شقتهم من قِبل الفتيات.
بالرغم من أن جوي يواعد العديد من النساء في المسلسل، إلا أن قلة قليلة من هذه العلاقات حقيقية، نادراً ما يظهر شركاؤه الرومانسيون لأكثر من حلقة واحدة. ومع ذلك، علي الرغم من اهتمامه الكبير بالنساء، أوضح جوي أكثر من مرة أن أصدقائه أكثر أهمية بالنسبة له؛ عندما قالت شريكته الأخيرة، جانين (إيل ماكفيرسون)، بأنها لا تحب مونيكا وتشاندلر، ينفصل جوي عنها علي الرغم من أنه كان يحاول الفوز بحبها في الحلقات الأربع السابقة. يخبر جانين أن مونيكا وتشاندلر مثل العائلة، ولا يمكنه أن يكون معها إذا لم تحبهم.
تجنب تشاندلر جوي في الأصل عندما جاء لإجراء مقابلة زميل المسكن (لصالح مصور أزياء، والذي يخبر تشاندلر اعتذاريًا أنه، وبسبب عمله، سيتعين علي عارضي الأزياء الحضور إلي الشقة، وأن أخته - ممثلة إباحية - لديها منزل علي الشاطئ يُرحب لتشاندلر استخدامه)، واعتقد جوي أن تشاندلر كان مثلي الجنس. ومع ذلك، كذب السيد هيكلز، ساكن آخر في المبني، علي زميل تشاندلر في السكن المُختار في الأصل، مما جعل تشاندلر يختار زميله في السكن المُرجح الثاني جوي (في "حلقة استرجاع الذكريات" التي دارت أحداثها في عام 1993، انتقل جوي للعيش مع تشاندلر قبل 3 سنوات علي الرغم من أنه في "حلقة أعياد الشكر" يظهر أنه المجموعة علمت أن جوي كان زميل تشاندلر في السكن في عام 1992 وأنه سيكون زميله في السكن لبعض الوقت). تضمن اليومان الأولان لجوي انجذابًا مُتبادلًا وقصيرًا لمونيكا. تراجع هذا الأمر وسرعان ما أصبح تشاندلر وجوي أفضل صديقين حيث نما أسلوب حياة جوي الخالي من الهموم في تشاندلر.
في وقت لاحق من المسلسل، اشتريا دجاجة وبطة معًا، واللذين أطلق عليهما تشاندلر اسم ياسمين وديك، علي التوالي. صورت مزحة طويلة الأمد جوي وتشاندلر يتشاجران أحيانًا مع بعضهما البعض مثل زوجين كبيرين في السن. انتقل جوي مؤقتًا عندما وجد النجاح في لعب دور الدكتور دريك راموراي في مسلسل تلفزيوني مطول، لكنه سرعان ما عاد مرة أخري بعد أن سقطت شخصيته في المصعد. في نهاية المسلسل، أوضح تشاندلر ومونيكا لجوي أن منزلهما الجديد خارج المدينة سيحتوي علي غرفة له.
بينما جوي هو أفضل صديق لتشاندلر، فإن روس ثاني أقرب صديق له (علي الرغم من أن روس أُشير له عدة مرات علي أنه أفضل صديق له). في الوقت الذي واجه فيه جوي وتشاندلر مشاكل مع بعضهما البعض عندما قام تشاندلر بتقبيل صديقة جوي، توقف جوي عن التصرف كالصديق الأفضل لتشاندلر واستبدله بروس، علي الرغم من أن هذا استمر فقط حتي قضي تشاندلر عيد الشكر في صندوق لإظهار ندمه والاعتذار له. يظل جوي وتشاندلر أفضل صديقين منذ ذلك الحين.
علاوة علي ذلك، يتشارك جوي وروس لحظة في إحدى الحلقات بعد مشاهدة فيلم موت قاسي طوال الليل. ناما علي أريكة روس، والتي من الواضح أن جوي استمتع بها، إذ يحاول إجبار روس علي المزيد من جلسات القيلولة معه. أيضًا، في وقت سابق من المسلسل، وبعد الكثير من الإقناع من قِبل جوي، يستسلم روس ويقوم بتقبيله لمساعدته علي ممارسة تقبيل الرجال. للرد، يجيب جوي بأن الاختبار قد انتهي بالفعل، ولم يحصل علي الدور، لكن القبلة لقيت استحسانًا كبيرًا، و"أن رايتشل فتاة محظوظة".

## جوي
بعد الموسم الأخير من مسلسل أصدقاء، يصبح جوي الشخصية الرئيسية في مسلسل جوي، وهو مسلسل فرعي/تتمة، حيث ينتقل إلي لوس أنجلوس لصقل مسيرته التمثيلية. شقيقته جينا تريبياني (دريا دي ماتو) وابن شقيقته مايكل (باولو كوستنزو) شخصيتان رئيسيتان أخرتان في المسلسل.
يرفض جوي دورًا في مسلسل كوميديا موقف يُسمي الممرضات ليلعب دور البطولة في حلقة تجريبية لمسلسل مختلف. لا يتم أخذ حلقته التجريبية، بينما يحقق مسلسل الممرضات نجاحًا كبيرًا. ومع ذلك، فإن مسيرته التمثيلية شهدت بعض اللحظات الأفضل. في مسلسل جوي، تبين أن شخصية جوي الدكتور دريك راموراي تموت مرة أخري في مسلسل أيام حياتنا حيث طُعن بواسطة ممرضة ("جوي والاسم الخطأ"). يفوز بجائزة مسلسل السوب النهاري عن "أفضل مشهد موت". في حلقات مسلسل جوي اللاحقة، يحصل جوي علي دور البطولة في مسلسل السوب لوقت الذروة المسحوق العميق. عندما يُطرد من تلك الوظيفة، يعود من خلال الحصول علي دور رئيسي في فيلم الأكشن ذو الميزانية الكبيرة قُبض عليه. يصبح أيضًا صديقًا مقربًا لزميله الممثل زاك ميلر (ميغيل إيه نونيز جونيور)، وفي العرض الأول لفيلم قُبض عليه، يقوم بإصلاح علاقته المتوترة مع والده.
طوال المسلسل، يطور جوي علاقة معقدة متقطعة مع أليكس غاريت (أندريا أندرس)، جارته ومديرة العقار الذي كان يسكن فيه. يصبحا صديقين جيدين عند لقائهما وتبيح أليكس بمشاكلها مع زواجها لجوي. في نهاية الموسم الأول، تصبح هي وجوي علي علاقة رومانسية أثناء انفصالها عن زوجها. في الموسم الثاني، تصبح مهتمة عاطفيًا بجوي وتُعجب به لفترة طويلة. تحاول جينا مساعدتها في نسيان جوي، ولكن بمجرد أن تبدأ أليكس في مواعدة صديق جوي دين، سرعان ما يدرك جوي أنه أيضًا يحب أليكس، ويشكلا ببطء علاقة ملتزمة. في الحلقة الأخيرة من المسلسل، يشعر جوي بالقلق بشأن الاعتقاد بأن أليكس تخطط للزواج في وقت مبكر جدًا من علاقتهما، فقط ليغضب عندما تقول إنها لا تريد الزواج مرة أخري. عندما يتجادل الاثنان حول الموقف، تقارن أليكس موقفه بعدم رغبته في قطعة من البروكلي حتى اللحظة التي تنكر ذلك منه. تبلغ هذه الحجة ذروتها عندما يكاد الاثنان أن يتزوجا بدافع الكراهية إلي أن يتصالحا عندما يعترف لها بأنها أول فتاة يرغب في الزواج منها علي الإطلاق. وفي نهاية الحلقة، تعيد أليكس لجوي قطعة البروكلي، ما يعني أنها ربما تغير رأيها بشأن الزواج مرة أخري.